# Isorropus sanguinolenta
Isorropus sanguinolenta là một loài bướm đêm thuộc phân họ Arctiinae, họ Erebidae.